# Секс-шпигунство
Секс-шпигунство — це залучення до сексуальної активності або можливість сексуальної активності, інтимної близькості, роману чи спокушання з метою здійснення шпигунства. Секс або можливість сексу може функціонувати як відволікання, стимул, прикриття або ненавмисна частина будь-якої розвідувальної операції. У Радянському Союзі жінок-агентів, яким доручили використовувати таку тактику, називали "ластівками", а чоловіків — "воронами". У Східній Німеччині Штазі відповідно називають чоловіків - "ромео", жінок - "венера". Загальновідомим типом секс-шпіонажу є операція медової пастки, яка спрямована на сексуальну компрометацію опонента  :230щоб отримати інформацію від особи. Секс-шпигунство є історично задокументованим явищем, хоча в огляді книг, опублікованому ЦРУ в 2008 році, зазначено, що три англомовні книги про секс-шпигунсктов мають брак доведених фактів.

## Загальний огляд
Відповідні терміни розвідки включають:
- Медова пастка: делікатний сексуальний контакт або ситуація, організована з метою шантажу
- Ворон / Ромео : чоловік- агент, який використовує сексуальні стосунки для отримання інформації
- Ластівка / Венера: жінка- агент, який використовує сексуальні стосунки для отримання інформації

## Радянські та російські шпигуни
Яків Агранов, заступник НКВД, відомий як один із головних організаторів радянських політичних репресій і сталінських показових процесів у 1920-1930-х роках, відповідав за секс-розвідку серед творчої інтелігенції. Він використовував балерин Великого Театру, а також радянських актрис кіно і театру. Агранов створив училище під назвою "Ленинская техническая школа". Школа була відкрита в 1931 році В'ячеславом Менжинським, який був начальником Об'єднаного державного політичного управління. Згідно з легендою, Ріхард Зорге і Микола Кузнєцов навчалися в московській школі секс-шпіонажу.

### Казанська школа секс-шпіонажу
За словами колишнього офіцера ЦРУ Джейсона Метьюза, Радянський Союз мав шпигунську школу під назвою «Державна школа 4» у Казані в Татарстані, на південний схід від Москви, на березі Волги. Школа готувала агенток - «ластівок». Ця школа була зображена в романі Метьюза «Червоний горобець» 2013 року. У 2018 році за цим романом екранізували однойменний фільм "Червоний горобець".
Метьюз вважає, що Казанську школу закрили, але зараз Росія використовує незалежних підрядників, як медові пастки. Метьюз сказав: «Якби людина-ціль, яка має доступ до секретної інформації, поїхав до Москви [сьогодні], він, ймовірно, зустрів би сучасну "ластівку" в будь-якому барі п’ятизіркових готелів Москви».

### Конкретні приклади
У лекції 2015 року колишній офіцер ЦРУ Джонна Мендес пояснила, як чехословацькі чоловік і дружина, шпигуни КДБ Карл і Хана Кохер, використовували секс для проникнення в ЦРУ та збору надсекретної інформації. Один популярний у Вашингтоні в окрузі Колумбія, «клуб свінгерів», який відвідувала пара, нараховував щонайменше 10 співробітників ЦРУ та сенатора США.
У 2018 році Мендес розповіла The New York Times, що американський морський піхотинець, дислокований в американському посольстві в Москві, був спокушений "ластівкою", а згодом допустив російських агентів на територію посольства. Мендес сказала, що Китай та інші країни також мають такі програми.
У 1963 році драматург і сценарист Юрій Кротков утік на Захід. Він розповів, що КДБ наказало йому шукати привабливих молодих жінок, які можуть бути використані для спокушання чоловіків. Під час роботи в кіно він набирав актрис, обіцяючи кращі ролі, гроші та одяг.
Деякі із захоплених цілей в період Радянського Союзу включали:
- Сукарно, Президент Індонезії ;
- Моріс Дежан [15], посол Франції в СРСР, Японії, Чехословаччині в 1950-х роках;
- Клейтон Дж. Лонетрі[16], американський морський піхотинець, який охороняв посольство США в Москві, який був у підсумку засуджений на 30 років;
- Рой Гвіндон, канадський дипломат;
- Полковник Луї Гібо, французький військовий аташе, який покінчив життя самогубством;[14]
- Джеремі Вулфенден [17], британець, гомосексуаліст, іноземний журналіст Дейлі телеграф у Москві на початку 1960-х років;
- Джон Уоткінс [18], гомосексуаліст, посол Канади в Москві в 1954 році;
- Джеффрі Гаррісон [19], посол Великобританії в Москві в 1965 році;
- майор армії США Джеймс Р. Холбрук ;
- Джон Вассал [20], клерк британського флоту, гомосексуаліст;
- Британський депутат Ентоні Кортні ;[21][22]

У 1987 році  газета Washington Post писала, що «більшість жителів Заходу, які тривалий час провели в Москві, мають свою улюблену історію про спробу їх звабленне "ластівкою" або "вороном" КДБ».
Батько Гіслейн Максвелл, Роберт Максвелл, працював як у МІ-6, так і в КДБ. Пізніше стверджували, що Гіслейн Максвелл була пов’язана з групою дівчат, які, ймовірно, вийшли за вік згоди у Великій Британії, але не досягли віку згоди в США. Випадковість чи інше, але взаємодія між цими фактами та часом судового позову проти сина Її Високості Королеви Єлизавети II Ендрю дуже близько до Платинового ювілею Королеви (і до смерті її чоловіка, Його Високості Принца Філіпа) в основному залишається предметом серйозних дискусій.

## Східнонімецькі шпигуни
Шпигунів Східної Німеччини називали «Ромео», завербованих Маркусом Вольфом, колишнім головою служби зовнішньої розвідки Східної Німеччини Штазі. Близько 40 жінок були притягнуті до відповідальності за шпигунство у Федеративній Республіці Німеччина.

## Визначні люди та події

### Росія - агент "Курський соловей"
Надія Плевицька, колишня оперна співачка, відома як «Курський соловей» після жовтневого перевороту більшовиків 1917 до війни на пост-імперській території Росії (1917-1923) опинилася без колишньої розкоші. Більшовицька ЧК завербувала Плевицьку через її жагу до грошей. «Подорожуючи по територіях зайнятими білих, вона розважала війська на безкоштовних концертах, водночас залицяючись до антибільшовицьких вождів, які давно захоплювалися «Курським солов'єм». У процесі вона почала збирати важливу інформацію від деяких більш нескромних білих (включно з тими, з ким вона спала, щоб отримати ще більше інформації)». :38 Однак Плевицька була схоплена білими після перехоплення її повідомлень до ЧК, і її було наказано стратити через розстріл. Микола Скоблін , тоді молодий офіцер білої кавалерії, одержимий ідеєю відтворити міфічну «Святу Русь », перед стратою побачив, як Плевицька відмовилася від пов’язки на очах. Спонукуваний її красою і мужністю, Скоблін наказав розстрільній команді не стріляти і відпустив її під варту. Тоді ЧК використала Плевицьку, щоб завербувати Скобліна, вони одружились (причому тодішній чоловік Надії став кумом на весіллі) і переїхали до Парижа, працюючи на ЧК серед російського емігрантського руху. :37–42

### Великобританія - агент "Синтія"
Емі Торп Пак була американкою, яка вийшла заміж за високопоставленого британського дипломата і завела позашлюбні стосунки. Вона добровільно пішла на службу в МІ-6 коли жила з чоловіком у Варшаві в 1937 році. У Варшаві вона спокусила чиновника МЗС Польщі, вивідавши в нього плани Польщі щодо справ з Гітлером і Сталіним. Після цього вона дізналася від іншого польського чиновника, що деякі польські математики почали зламувати німецькі шифри Enigma. Пізніше, у Чехословаччині, вона виявила німецькі плани вторгнення до Чехословаччини. Після переїзду їз чоловіком в Сантьяго, Чилі, та нудьги Пек розлучилася і поїхала до Нью-Йорка в 1941 році. Вільям Стівенсон, тодішній начальник відділу МІ-6, зв’язався з нею та попросив її проникнути в посольства у Вашингтоні, округ Колумбія. Зрозумівши, що її мотивацією була жага небезпеки, Стівенсон дав їй кодове ім’я "Синтія" на честь давно втраченого кохання. Потім Пек спокусила начальника відділу італійської військової розвідки та отримала шифри італійського флоту. Починаючи з початку 1942 року, Пек видала себе за журналіста, яка підтримує Віші, і змусила Чарльза Брусса, прес- аташе французького посольства Віші та політика Віші, закохатися в неї та погодитися працювати на   службу розвідки США - управління стратегічних служб (ОSS). Під час майже шестигодинної нічної операції зі злому Пек і Брусс впустили зломщика сейфів OSS у посольство, щоб забрати кодові книги Віші для фотографування, і в один момент Пек роздягнулась, щоб прикрити операцію, обдуривши нічного охоронця. Після операції з кодів Віші Пек пішла зі шпигунства, оскільки закохалася в Брусса. :107–111

### Радянський Союз - справа командувача Ентоні Кортні
Командувач Ентоні Кортні був «жорстким і самовпевненим колишнім військово-морським офіцером і членом парламенту, який засуджував тогочасний уряд і Міністерство закордонних справ за м’якість у дозволі радянським дипломатам і дипломатам із Залізної завіси зловживати своїми привілеями в цілях шпигунства». Командир вільно розмовляв російською і в 1961 році ліг спати зі своїм гідом «Інтуриста» Зінаїдою Григорівною Волковою, яка насправді була звичайною спокусницею КДБ, і це зафіксували кадебісти. КДБ намагався шантажем змусити Кортні припинити свої парламентські тиради, хоча він відмовився, і вони розіслали фотографії іншим членам парламенту та бізнес-партнерам. Крім того, приватне око, лондонський сатиричний журнал, отримав фотографії та опублікував їх. Кортні втратив своє місце на наступних виборах. :33–35

### Радянський Союз - Справа посла Моріса Дежана
Моріс Дежан, колишній посол Франції в СРСР, був давнім другом і мав тісні зв’язки з президентом де Голлем і любив жінок. У КДБ скористались цим і познайомив Дежана спочатку з Лідією Хованською, яка говорила по-французьки, а згодом з актрисою Ларисою Кронберг-Соболевською. Одного разу, коли Дежан був із Кронберг-Соболевською, її удаваний чоловік повернувся додому з геологічної експедиції в Сибіру і побив Дежана, але на благання Лариси дозволив йому піти. Дежан по наївності пішов до радянського "друга", який насправді працював на КДБ, щоб зам’яти цю справу. Радянське КДБ використало цю операцію для утримання французького посла під своєю владою. Подібні медові пастки КДБ щодо дружини Дежана, Марі-Клер, не увінчалися успіхом. Президент де Голль і французи дізналися про цю справу від британської розвідки, яка, у свою чергу, дізналася про це від Юрія Кроткова, перебіжчика. Кротков втік у 1963 році після того, як аташе ВПС Франції, полковник Луї Гібар, застрелився, коли КДБ показало йому фотографії його роману з росіянкою та поставило його перед вибором або викриття, або співробітництва. :36–37

### Радянський Союз - Сер Джеффрі і Галя
Сер Джеффрі Гаррісон, посол Великої Британії в Москві, став об’єктом спроби шантажу КДБ у 1968 році, коли вони влаштували до дипломатичної місії привабливу покоївку на ім’я Галя. Сер Джеффрі потрапив у медову пастку, і Галя сказала йому, що їх фотографії будуть оприлюденні, якщо він не надасть інформацію КДБ. Вибухнув скандал, але сер Джеффрі не вжив жодних заходів і пішов на пенсію. :73

### Радянський Союз - Вторгнення КДБ до посольства Швеції в Москві
Юрій Носенко, радянський перебіжчик на Захід, детально описав використання медової пастки, коли КДБ здійснив нічну операцію нападу на шведське посольство в Москві з дванадцятьма чоловіками експертів зі злому та сейфів. За словами Носенка, жінка-спокусниця КДБ виманила нічного сторожа посольства, а інший агент відвернув увагу сторожової собаки, погодувавши її м'ясом. :124–125

### Радянський Союз - Дональд Маклін
Дональд Дуарт Маклін був британським дипломатом, який шпигував на користь СРСР через власні упободобання, і хоча не отримував зарплати, але отримував пенсію КДБ. Однак, щоб переконатися, що Маклін не стане подвійним агентом, КГБ попросило Гая Берджесса , ще одного британського гомосексуаліста, який шпигував на користь КДБ/СРСР, сфотографувати Макліна в ліжку з іншим чоловіком під час оргії. :111

### Радянський Союз - Вільям Вассал
Вільям Джон Вассал був відкритим геєм, який хвалився спокушанням чоловіків у 1954 році, як клерк в офісі британського військово-морського аташе, Вассал поїхав до Москви. Польський клерк з посольства привів Вассалла на вечірку з великою кількістю алкоголю і невдовзі Вассал був шантажований і крав секретну інформацію для КДБ/СРСР. :172

## Американське використання

### Гомосексуальна пастка з АНБ
Дискримінація гомосексуалістів спонукали їх шпигувати або не шпигувати на користь певних організацій, іноді з катастрофічними наслідками. Наприклад, адмірал Боббі Рей Інман, колишній директор АНБ, вирішив не звільняти відкрито гомосексуалістів в обмін на письмову обіцянку кожного працівника не піддаватися шантажу та що кожен гей-працівник повідомить про свою орієнтацію свою сім’ю, усуваючи будь-яку подальшу можливість шантажу.:85 Це було серйозною проблемою, оскільки у 1960 році два аналітики АНБ втекли до Москви після чистки гомосексуалістів з агентства. :120

### Свідчення директора ФБР
Колишній помічник директора ФБР Вільям К. Салліван під час свідчень перед Комітетом Черча - комісії сенату США щодо розвідки  1 листопада 1975 року заявив: «Використання сексу є звичайною практикою серед розвідувальних служб у всьому світі. Це важка брудна справа. Ми використовували цю техніку проти СРСР. Вони використували цю техніку проти нас».
Олександр Огороднік, міністр департаменту планування МЗС Росії, мав кодовою назвою ТРІГОН у ЦРУ. Він зустрічався з іспанкою, завербованою ЦРУ і у 1973 році вона переконала його надати ЦРУ інформацію.

## Британська таємна поліція
Приблизно наприкінці 2010 року та протягом 2011 року в британських засобах масової інформації було виявлено, що ряд поліцейських під прикриттям, вступали в інтимні стосунки з членами цільових груп і в деяких випадках пропонували одружитися із протестувальниками, які не знали, що їх партнер був поліцейським. У більшості оприлюднених випадків поліцейські були чоловіками-«воронами».

## Китайське використання
Починаючи з часів, коли він був міським радником Дубліна у штаті Каліфорнія, США, Ерік Суолвелл став мішенню китаянки, яку вважали таємним офіцером Міністерства державної безпеки Китаю. У 2015 році ФБР провело Суолвеллу «оборонний брифінг», повідомивши йому, що Крістін Фанг є підозрюваним китайським агентом. Крістін Фанг також мала стосунки сексуально-романтичного характеру з двома мерами міст Середнього Заходу США. У засобах масової інформації загальні відносини Суолвелла з Фанг характеризуються як проблематичні, особливо з огляду на високу роль у розвідувальному співтоваристві, яку він обіймав – члена Комітету з розвідки Палати представників США.

## Ізраїльське викорстання
Шеріл Бен Тов - агент Моссаду, приписаний до ізраїльського техніка-ядерника Мордехая Вануну.

## Шпигуни, прийняті за "воронів"
Чоловік-шпигун із розпусним способом життя не обов’язково є професійним вороном. Наприклад, Душко Попов був подвійним агентом, який працював на MI5 і передавав інформацію абверу під час Другої світової війни. Він походив із помірно заможної гославської родини, і мав смак до дорогих ресторанів, жінок і нічних клубів. МІ5 дала йому кодове ім’я ТРИЦИКЛ, оскільки він був головою групи з трьох подвійних агентів. Незважаючи на те, що його вважали джерелом натхнення для Джеймса Бонда, він не був "вороном", а натомість використовував модель комерційних зв’язків, щоб подавати нацистам підроблені розвіддані. :98–102

## Агент закохується в партнера по місії
Секс або інтимні стосунки можуть статися під час шпигунства, коли агент закохується в свого партнера. В одному прикладі ізраїльський «шампанський шпигун» Вольфганг Лотц, який видавав себе за ветерана Африканського корпусу, перед Шестиденною війною прикривався німецькими соціальними колами в Єгипті та закохався у свою фальшиву «німецьку» дружину, яка прийняла іудаїзм. Лоц розлучився зі справжньою дружиною, яка була ізраїльтянкою, заради своєї партнерки.:151

## У масовій культурі
Більшість варіацій Чорної Вдови в коміксах Marvel - це вигадані персонажі, зображені у вигляді "ластівок", навмисно засновані на російській програмі.
Джеймс Бонд - вигаданий персонаж, зображений у вигляді "ворона"; його пародійний колега Остін Пауерс також використовує шпіонаж для отримання інформації. Також припускають, що кожен із цих персонажів неодноразово ставав мішенню закордонних агентств із сексуальною експлуатацією. Приклади для Джеймса Бонда можуть включати (дещо відмінний від однойменного фільму) текст роману Яна Флемінга 1957 року « З Росії з любов’ю» (зокрема, персонаж Тетяна Романова) та фільм 1995 року (без пов’язаної книги Яна Флемінга ), GoldenEye (зокрема, персонаж Ксенія Онатопп).
Американський порнографічний фільм 1987 року на шпигунську тематику за участю Дани Ділан, Рейчел Ешлі та Брітт Морган мав назву «Sexpionage». 
У фільмі «Інтерв’ю» 2014 року використання "ластівки" у просторіччі називають "honeypotting", а використання "ворона" - "honeydicking".
Фільм «Червоний горобець» 2018 року показує сучасну версію секс-шпіонажу.
Індійський шпигунський бойовик 2021 року, що транслюється телесеріалом Special Ops 1.5: The Himmat Story, показує "медову пастку" навченими "ластівками" за контрактом.

## Дивись також
- Вербування шпигунів
- LOVEINT
- Історія шпигунства
- Сексуальне здирство

## Подальше читання
- Bower, Donald E. (1990). Sex Espionage. New York: Knightsbridge. ISBN 1-877961-38-8.
- Lewis, David (1976). Sexpionage: The Exploitation of Sex by Soviet Intelligence. New York: Harcourt Brace Jovanovich. ISBN 0-15-181380-9.
- West, Nigel (2009). Historical Dictionary of Sexspionage. Lanham: Scarecrow Press. ISBN 978-0-8108-5999-9.
- Sex and Soviet espionage (2002) Inna Svechenovskaya. Olma-Press
- The A to Z of Sexpionage